# Mistrzostwa Europy w Lekkoatletyce 2012 – rzut dyskiem kobiet
Rzut dyskiem kobiet – jedna z konkurencji rozgrywanych podczas lekkoatletycznych mistrzostw Europy na Helsingin Olympiastadion w Helsinkach.

## Terminarz
| Data       | Godzina |            |
| ---------- | ------- | ---------- |
| 30 czerwca | 11:00   | Eliminacje |
| 1 lipca    | 18:05   | Finał      |

## Przebieg zawodów

### Eliminacje
Minimum kwalifikacyjne do finału wynosiło 61,00.
| Poz. | Grupa | Zawodniczka               | Reprezentacja   | #1    | #2    | #3    | Rezultat | Uwagi |
| ---- | ----- | ------------------------- | --------------- | ----- | ----- | ----- | -------- | ----- |
| 1    | A     | Nadine Müller             | Niemcy          | 64.49 |       |       | 64.49    | Q     |
| 2    | B     | Sandra Perković           | Chorwacja       | x     | 62.01 |       | 62.01    | Q     |
| 3    | B     | Mélina Robert-Michon      | Francja         | 57.84 | 60.69 | 61.86 | 61.86    | Q     |
| 4    | B     | Dragana Tomašević         | Serbia          | 56.48 | 59.04 | 61.65 | 61.65    | Q     |
| 5    | B     | Anna Rüh                  | Niemcy          | 55.90 | 58.42 | 60.73 | 60.73    | q     |
| 6    | B     | Julia Fischer             | Niemcy          | 59.05 | 59.95 | 59.72 | 59.95    | q     |
| 7    | A     | Natalija Fokina-Semenowa  | Ukraina         | x     | 59.59 | 57.42 | 59.59    | q     |
| 8    | A     | Joanna Wiśniewska         | Polska          | 56.39 | 57.54 | x     | 57.54    | q     |
| 9    | B     | Natalia Artîc             | Mołdawia        | 49.48 | 57.42 | x     | 57.42    | q     |
| 10   | B     | Monique Jansen            | Holandia        | 57.12 | x     | 56.43 | 57.12    | q     |
| 11   | A     | Věra Pospíšilová-Cechlová | Czechy          | 57.52 | 57.18 | 56.21 | 57.52    | q     |
| 12   | A     | Tamara Apostolico         | Włochy          | 55.64 | 56.95 | 53.29 | 56.95    | q     |
| 13   | B     | Eliška Staňková           | Czechy          | 55.22 | x     | x     | 55.22    |       |
| 14   | A     | Dilek Esmer               | Turcja          | 53.94 | 55.11 | 55.00 | 55.11    |       |
| 15   | B     | Laura Bordignon           | Włochy          | 49.56 | 52.07 | 55.11 | 55.11    |       |
| 16   | B     | Kateryna Karsak           | Ukraina         | x     | 54.32 | x     | 54.32    |       |
| 17   | A     | Zinaida Sendriūtė         | Litwa           | 53.97 | x     | x     | 53.97    |       |
| 18   | A     | Sabina Asenjo             | Hiszpania       | 53.92 | x     | x     | 53.92    |       |
| 19   | B     | Tanja Komulainen          | Finlandia       | x     | 50.04 | 53.52 | 53.52    |       |
| 20   | A     | Irina Rodrigues           | Portugalia      | x     | 52.35 | 53.01 | 53.01    |       |
| 21   | A     | Sanna Kämäräinen          | Finlandia       | 50.70 | 51.97 | 52.21 | 52.21    |       |
| 22   | A     | Jade Nicholls             | Wielka Brytania | 49.46 | 50.38 | 51.75 | 51.75    |       |
| 23   | B     | Jitka Kubelová            | Czechy          | 47.28 | 50.49 | 51.71 | 51.71    |       |
| 24   | A     | Salome Rigishvili         | Gruzja          | 45.71 | x     | 49.65 | 49.65    |       |
| 25   | A     | Kätlin Töllasson          | Estonia         | 48.55 | x     | x     | 48.55    |       |

### Finał
| Poz. | Zawodniczka              | Rezultaty | #1    | #2    | #3    | #4    | #5    | #6    | Rezultat | Uwagi |
| ---- | ------------------------ | --------- | ----- | ----- | ----- | ----- | ----- | ----- | -------- | ----- |
|      | Sandra Perković          | Chorwacja | x     | x     | 67.62 | 62.93 | x     | 62.53 | 67.62    |       |
|      | Nadine Müller            | Niemcy    | 63.53 | 64.99 | 65.41 | x     | 62.03 | 64.01 | 65.41    |       |
|      | Natalija Fokina-Semenowa | Ukraina   | x     | 61.03 | x     | 62.45 | 62.91 | 60.41 | 62.91    |       |
| 4    | Anna Rüh                 | Niemcy    | 60.30 | 58.49 | x     | 59.83 | 62.65 | 59.43 | 62.65    |       |
| 5    | Julia Fischer            | Niemcy    | 55.17 | 59.45 | 60.24 | 61.11 | 62.10 | x     | 62.10    |       |
| 6    | Mélina Robert-Michon     | Francja   | 58.70 | x     | x     | x     | 60.41 | 60.41 | 60.41    |       |
| 7    | Věra Cechlová            | Czechy    | 60.08 | x     | 57.58 | x     | x     | x     | 60.08    |       |
| 8    | Natalia Artîc            | Mołdawia  | 57.83 | 58.64 | 54.26 | 55.04 | 57.38 | 57.73 | 58.64    |       |
| 9    | Dragana Tomašević        | Serbia    | x     | 57.24 | 58.34 |       |       |       | 58.34    |       |
| 10   | Joanna Wiśniewska        | Polska    | 56.49 | 55.47 | 57.72 |       |       |       | 57.72    |       |
| 11   | Monique Jansen           | Holandia  | 55.91 | 57.03 | x     |       |       |       | 57.03    |       |
| 12   | Tamara Apostolico        | Włochy    | 56.15 | 55.90 | x     |       |       |       | 56.15    |       |